# 欧日地区戈讷维尔
欧日地区戈讷维尔（法語：Gonneville-en-Auge，法語發音：[ɡɔnvil ɑ̃.n‿oʒ] ⓘ）是法国卡尔瓦多斯省的一个市镇，属于卡昂区。

## 地理
欧日地区戈讷维尔（49°15'42"N, 0°11'23"W）面积4.32 平方千米，位于法国诺曼底大区卡爾瓦多斯省，该省份为法国西北部沿海省份，北濒大西洋英吉利海峡，东北与滨海塞纳省以海上边界相接，东临厄尔省，南至奧恩省，西与芒什省接壤。
与欧日地区戈讷维尔接壤的市镇（或旧市镇、城区）包括：巴旺、布雷维尔莱蒙、梅维尔-弗朗斯维尔普拉日、瓦拉维尔。

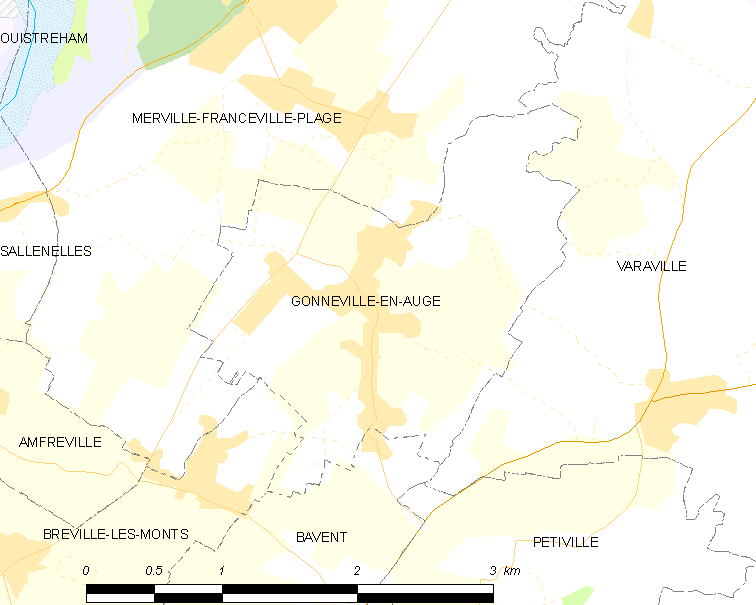
欧日地区戈讷维尔的OSM定位图

欧日地区戈讷维尔的时区为UTC+01:00、UTC+02:00（夏令时）。

## 行政
欧日地区戈讷维尔的邮政编码为14810，INSEE市镇编码为14306。

## 政治
欧日地区戈讷维尔所属的省级选区为卡堡县。

## 人口

1962-2008年间欧日地区戈讷维尔人口变化图示

欧日地区戈讷维尔于2022年1月1日时的人口数量为392人。